# Натті Наташа
Наталія Александра Гутьєррес Батіста, більш відома за сценічним псевдонімом як Натті Наташа (ісп. Natalia Alexandra Gutiérrez Batista; нар. 10 грудня 1986, Сантьяго-де-лос-Трейнта-Кабальєрос, Домініканська республіка) — домініканська співачка та авторка пісень. 
Підписала контракт з лейблом Orfanato Music Group, який належить співаку Don Omar. Її дебют «All About Me» був представлений 28 березня 2012 року музичним гуртом «Orfanato». Її дебютний альбом Iluminatti вийшов 15 лютого 2019 року завдяки лейблу Pina Records та Sony Music Latin.

## Біографія
Народилася 10 грудня 1986 року в Сантьяго-де-лос-Трейнта-Кабальєрос, Домініканська республіка, де почала займатися музикою. У 7 років записана до школи образотворчих мистецтв у Сантьяго, де почала брати уроки вокалу та розвивала співочі здібності. Цей час вона називала одним з найкращих часів у своєму житті. З дитинства захоплювалася такими артистами, як Боб Марлі та Джеррі Рівера, і особливо Лорін Гілл, яку вона досі називає однією з улюблених співачок. Батіста також висловила, що стежила і захоплювалася Ivy Queen з початку її кар'єри, а Queen відповіла у Twitter: «Дякую за повагу, захоплення».
У 18 переїхала до Бронкса, сподіваючись потрапити в «City of Dreams». Там познайомилася із співаком Don Omar, який потім підписав з нею контракт. Батіста також інженерка і працювала на косметичній фабриці.

## Кар'єра

### 2010—2016: Початок кар'єри

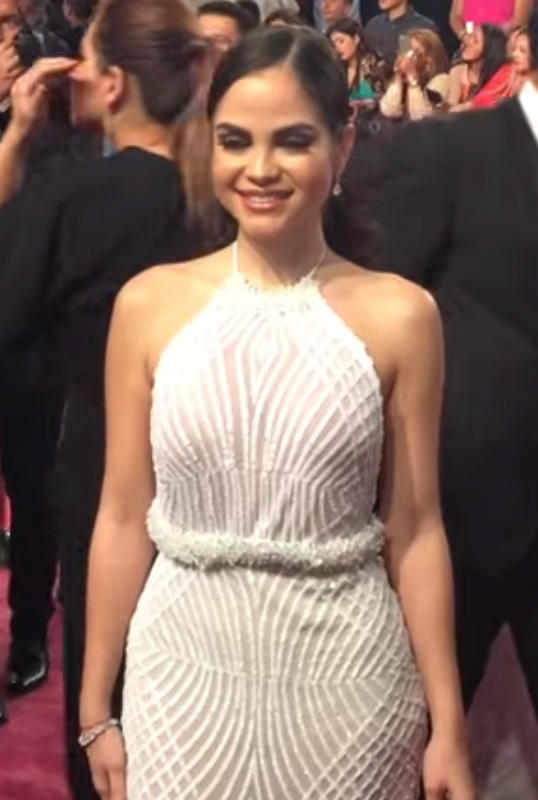
2016 рік

Підписала з музичним лейблом Orfanato Music Group контракт та випустила кілька пісень. У 2010 році випустила «Hold Ya (Remix)» з Gyptian та Don Omar. Вона була представлена у пісні Дона Омара під назвою «Dutty Love», записаній у 2011 році та випущеній у березні 2012 року та працювала з Farruko над «Crazy in Love». Успіх останнього призвів до чергової співпраці з Омаром — «Tus Movimientos». Обидві пісні представлені в альбомі «Don Omar Presents MTO: New Generation», який вийшов у 2012 році.

### 2017—2018: Прорив та співпраця

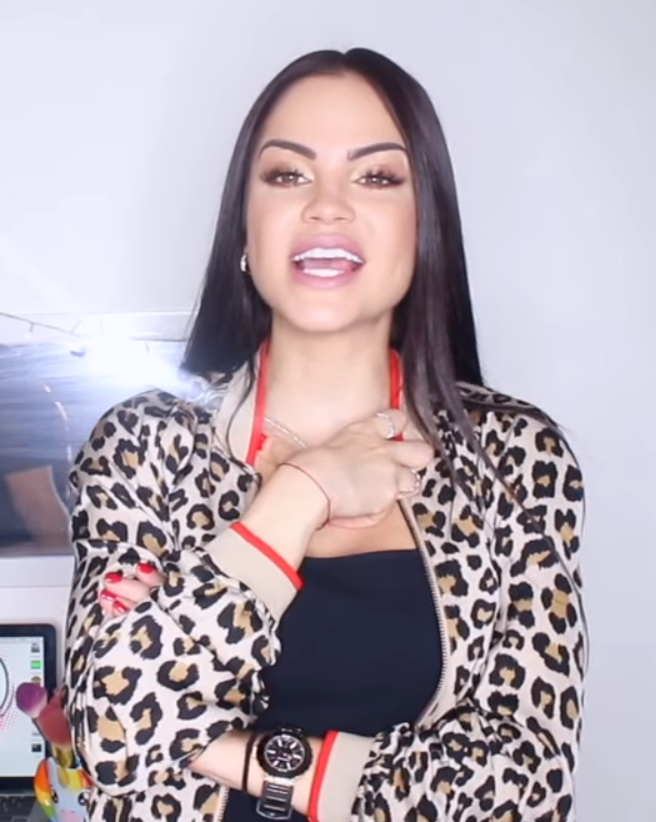
У 2017 році

У 2017 році пуерториканський співак Daddy Yankee випустив пісню «Otra Cosa» з Наташею. Вона випустила сингл «Criminal» з Ozuna, який став миттєвим хітом, потрапивши до п'ятірки лідерів гарячих латинських пісень на Billboard і став найпопулярнішим музичним відео загалом у 2017 році. У квітні 2018 року Беккі Джі випустила хіт «Sin Pijama» у співпраці з Натті Наташею. Ця пісня стала другим світовим хітом Наташі, що досягла третього місця в чарті Hot Latino Songs, за три тижні випуску була сертифікована платиною і за півроку досягла мільярда переглядів і стала найбільш переглянутою жіночою піснею року. Вона також співпрацювала з Bad Bunny, R.K.M & Ken-Y, Thalía та Cosculluela. Наташа наразі підписала контракт з Pina Records.

### 2019—дотепер: Iluminatti
Вона випустила свій дебютний альбом «Iluminatti» 15 лютого 2019 року з Pina Records та Sony Music Latin. У альбомі загалом 15 пісень, 2 з яких — це T«e Lo Dije» з «Anitta & Soy Mía» з Kany Garcia. Офіційно сертифікована латинська платина RIAA. У 2019 році вона співпрацювала з Daddy Yankee, Jonas Brothers та Sebastián Yatra у пісні «Runaway».

## Особисте життя
Станом на 2018 рік Батіста більше трьох років була вегетаріанкою.
У 2021 році заручилася зі своїм давнім менеджером Рафі Піном, засновником Pina Records. 18 лютого оголосила, що вагітна. 22 травня 2021 року народила доньку Віду Ізабель Піну Гутьєррес.

## Дискографія
- 2019: Iluminatti[en]

## Сингли
- 2010: Hold Ya (Remix) (з Gyptian & Don Omar)
- 2011: Dutty Love (з Don Omar)
- 2011: Tu Recuerdo (з Syko & Linkon)
- 2012: Tus Movimientos (з Don Omar)
- 2012: Te Dijeron (Remix) (з Plan B, Don Omar & Syko)
- 2013: Crazy In Love (з Farruko)
- 2013: Juntos Podemos Volar (з Henry Santos)
- 2013: Makossa
- 2014: Que Pasa?
- 2015: Perdido En Tus Ojos (з Don Omar)
- 2015: Te Falto El Valor (з Tony Dize)
- 2015: Yo Tengo Lo Mio (з Messiah)
- 2016: Amor De Locos (з Ken-Y)
- 2016: Confesión
- 2016: Enamorandonos (з Cabas)
- 2016: Tu Magia (з Lapiz Conciente)
- 2016: Otra Cosa (з Daddy Yankee)
- 2017: Te Esta Gustando (з Jhon Paul & Sixto Rein)
- 2017: Criminal (з Ozuna)
- 2017: Amantes De Una Noche (з Bad Bunny)
- 2018: Tonta (з RKM & Ken-Y)
- 2018: El Baño (Remix) (з Енріке Іглесіас & Bad Bunny)
- 2018: Sin Pijama (з Беккі Джі)
- 2018: Dura (Remix) (з Daddy Yankee, Becky G & Bad Bunny)
- 2018: Quien Sabe
- 2018: No Me Acuerdo (з Thalía)
- 2018: Justicia (з Silvestre Dangond)
- 2018: Buena Vida (з Daddy Yankee)
- 2018: Sigueme Los Pasos (з Ozuna & J Balvin)
- 2018: Zum, Zum (Remix) (з Daddy Yankee, RKM & Ken-Y, Arcángel & Plan B)
- 2018: Bonnie & Clyde (з Cosculluela)
- 2018: Me Gusta
- 2019: Pa' Mala Yo
- 2019: Era Necesario
- 2019: Oh, Daddy
- 2019: Deja Tus Besos
- 2019: Toca, Toca
- 2019: La Mejor Version De Mi
- 2019: No Lo Trates (з Pitbull & Daddy Yankee)
- 2019: Me Gusta (Remix) (з Farruko)
- 2019: Runaway (з Sebastian Yatra, Daddy Yankee & Jonas Brothers)
- 2019: DJ No Pare (Remix) (з Justin Quiles, Farruko, Zion, Dalex & Lenny Tavárez)
- 2019: La Mejor Version De Mi (Remix) (з Romeo Santos)
- 2019: Bellaquita (Remix) (з Dalex, Lenny Tavárez, Farruko, Anitta & Justin Quiles)
- 2020: Te Mueves (з Zion Y Lennox)

## Нагороди та відзнаки
| Рік  | Нагорода                           | Category                                   | Робота            | Результат    | Пос.          |
| ---- | ---------------------------------- | ------------------------------------------ | ----------------- | ------------ | ------------- |
| 2018 | Billboard Latin Music Awards       | Hot Latin Songs Artist of the Year, Female | Herself           | Номінація    | [ 13 ]        |
| 2018 | Latin American Music Awards        | Favorite Artist – Female                   | Herself           | Номінація    | [ 14 ]        |
| 2018 | Heat Latin Music Awards            | Best Female Artist                         | Herself           | В очікуванні | [ 15 ]        |
| 2018 | Heat Latin Music Awards            | Best Collaboration                         | "Criminal"        | В очікуванні | [ 15 ]        |
| 2019 | Telemundo's Tu Musica Urban Awards | International Female Artist                | Herself           | Перемога     | [ 16 ]        |
| 2019 | Telemundo's Tu Musica Urban Awards | International Artist Song                  | "Sin Pijama"      | Перемога     | [ 16 ]        |
| 2019 | Telemundo's Tu Musica Urban Awards | International Artist Video                 | "Sin Pijama"      | Перемога     | [ 16 ]        |
| 2019 | Telemundo's Tu Musica Urban Awards | International Artist Video                 | "Quién Sabe"      | Номінація    | [ 16 ]        |
| 2019 | Telemundo's Tu Musica Urban Awards | Remix of the Year                          | "Dura"            | Номінація    | [ 16 ]        |
| 2019 | Telemundo's Tu Musica Urban Awards | Remix of the Year                          | "Zum Zum (Remix)" | Номінація    | [ 16 ]        |
| 2019 | Premios Lo Nuestro                 | Single of the Year                         | "Quien Sabe"      | Номінація    | [ 17 ] [ 18 ] |
| 2019 | Premios Lo Nuestro                 | Remix of the Year                          | "Dura (Remix)"    | Номінація    | [ 17 ] [ 18 ] |
| 2019 | Premios Lo Nuestro                 | Remix of the Year                          | "El Baño (Remix)" | Номінація    | [ 17 ] [ 18 ] |
| 2019 | Premios Lo Nuestro                 | Collaboration of the Year                  | "Justicia"        | Номінація    | [ 17 ] [ 18 ] |
| 2019 | Premios Lo Nuestro                 | Urban Song of the Year                     | "Dura (Remix)"    | Номінація    | [ 17 ] [ 18 ] |
| 2019 | Premios Lo Nuestro                 | Urban Song of the Year                     | "El Baño (Remix)" | Номінація    | [ 17 ] [ 18 ] |
| 2019 | Premios Lo Nuestro                 | Urban Song of the Year                     | "Sin Pijama"      | Перемога     | [ 17 ] [ 18 ] |
| 2019 | Premios Lo Nuestro                 | Female Urban Artist of the Year            | Herself           | Номінація    | [ 17 ] [ 18 ] |
| 2019 | Premios Lo Nuestro                 | Urban Collaboration of the Year            | "Dura (Remix)"    | Номінація    | [ 17 ] [ 18 ] |
| 2019 | Premios Lo Nuestro                 | Urban Collaboration of the Year            | "El Baño (Remix)" | Номінація    | [ 17 ] [ 18 ] |
| 2019 | Premios Lo Nuestro                 | Urban Collaboration of the Year            | "Sin Pijama"      | Перемога     | [ 17 ] [ 18 ] |
| 2019 | Premios Lo Nuestro                 | Song of the Year – Tropical                | "Justicia"        | Номінація    | [ 17 ] [ 18 ] |
| 2019 | Premios Lo Nuestro                 | Song of the Year – Tropical                | "Quien Sabe"      | Перемога     | [ 17 ] [ 18 ] |
| 2019 | Premios Lo Nuestro                 | Tropical Collaboration of the Year         | "Justicia"        | Перемога     | [ 17 ] [ 18 ] |
| 2019 | Premios Lo Nuestro                 | Pop/Rock Collaboration of the Year         | "No Me Acuerdo"   | Номінація    | [ 17 ] [ 18 ] |
| 2019 | Billboard Latin Music Awards       | New Artist of the Year                     | Herself           | В очікуванні | [ 19 ]        |
| 2019 | Billboard Latin Music Awards       | Hot Latin Songs Artist of the Year, Female | Herself           | В очікуванні | [ 19 ]        |